# Прощин, Сергей Александрович
Сергей Александрович Прощин (род. 11 октября 1968) — государственный деятель, депутат Государственной думы третьего и четвёртого созывов.

## Биография

### Депутат госдумы
Депутат Государственной Думы Федерального Собрания РФ третьего созыва с декабря 1999 г., член депутатской Агропромышленной группы, член Комитета по экономической политике и предпринимательству

## Награды
- Медаль ордена «За заслуги перед Отечеством» II степени (8 ноября 2007 года) — за заслуги в законотворческой деятельности, укреплении и развитии российской государственности[3]